# Web平台安装程序
Web平台安装程序（英語：Web Platform Installer，简称Web PI）是一个免费、非开源的软件包管理系统，用于安装非商用的开发工具及其依赖项。这套工具目前是微软Web平台（Microsoft Web Platform）的组成部分，其包括： 
- 網際網路資訊服務（IIS）
- Microsoft WebMatrix
- Microsoft Visual Studio Express
- Microsoft SQL Server Express版
- .NET框架
- 适用于Microsoft Visual Studio的Silverlight工具
- PHP
- WordPress
- Umbraco
- Drupal
- Joomla!
- Orchard

该软件2009年9月24日发布的2.0版中，其增加了安装第三方软件的功能。截至2015年7月，Web PI可安装82项软件。Web PI 2.0的安装选项是在运行期间动态从微软服务器下载，因此支持云端更新安装选项，而无需下载新版Web PI。
2010年7月7日，微软宣布Web PI 3，其中新增了用于Web开发的一组集成工具Microsoft WebMatrix。Web PI 3也为Web开发安装了其他工具，包括IIS Developer Express、SQL Server Compact和DotNetNuke。
Web PI具有离线模式，可在能访问互联网的计算机上将产品下载到本地缓存，然后在其他计算机上使用缓存的文件。不过，在互联网连接与本地管理员特权互斥的环境中，Web PI仍无法使用。